# Astroworthia bicarinata
Astroworthia bicarinata (укр. Астровортія бікаріната, Астровортія двокілевата) — природний міжродовий гібрид, утворений шляхом схрещування Haworthia margaretifera з Astroloba corrugata. Належить до роду x Astroworthia підродини асфоделові (Asphodelaceae).

## Біологічний опис

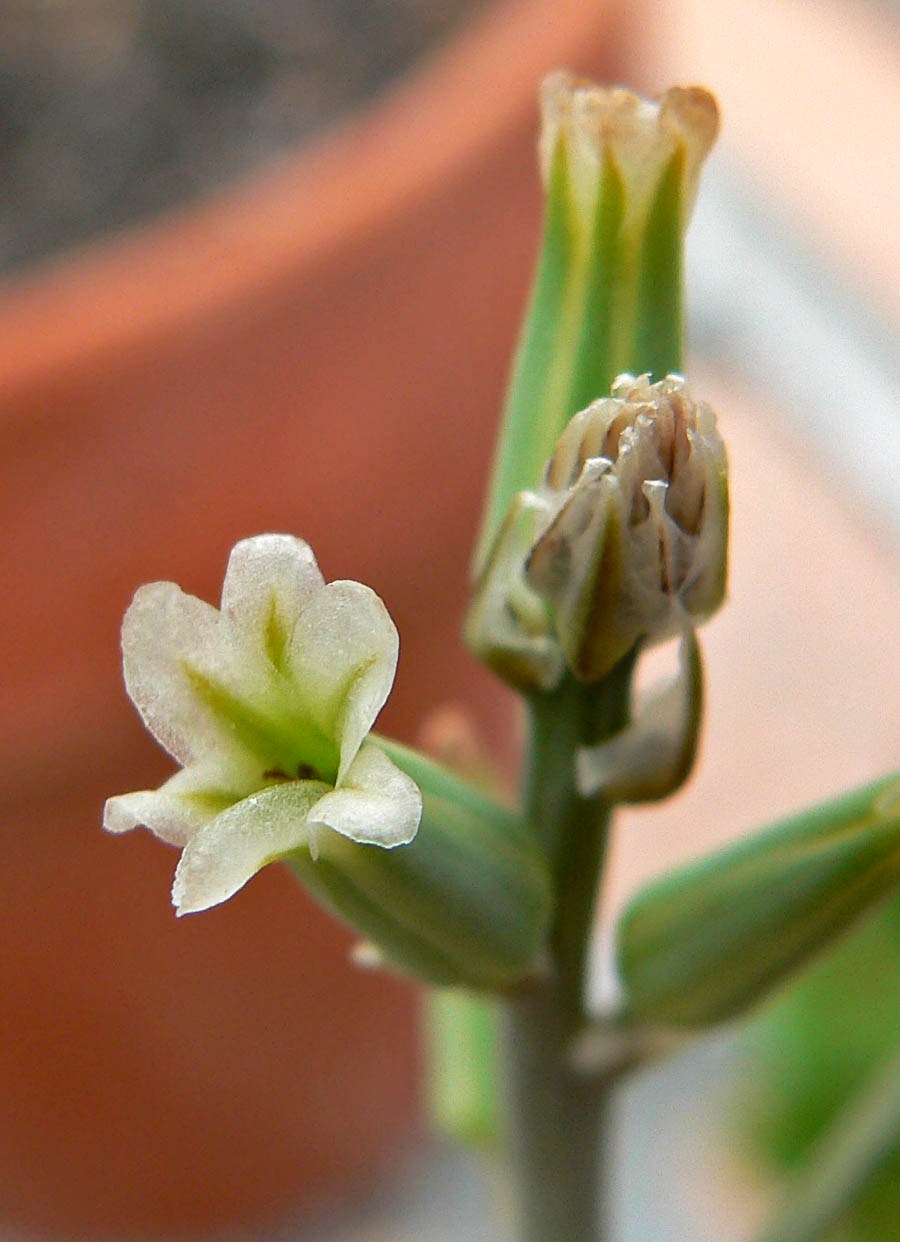
Квітка Astroworthia bicarinata

Рослина стовпчикоподібної форми, зростає повільно.

## Ареал
Південна Африка (Західний Кейп). 

## Умови зростання
Не переносить морозу. Місце розташування — напівтінь або тінь. Помірний полив, добрий дренаж.